# Catalina Pérez
Catalina Pérez, née le 1er janvier 1946, est une féministe, paysanne et  femme politique colombienne. Depuis le 28 mars 2023, elle est sénatrice, remplaçante de César Pachón.
Présidente de l'Association nationale des utilisateurs paysan (es) à Córdoba et Sucre, elle est une militante historique pour une réforme agraire et les droits des familles paysannes à l'accès collectif à la terre. Elle est une militante de Colombia Humana.

## Biographie

### Figure de la lutte paysanne colombienne
Catalina Pérez est née le 1er janvier 1948 à Montería, et dans les années 1970, elle devient la présidente de l'Association nationale des utilisateurs paysan (es). L'association, sous la forme d'une confédération paysanne, lutte pour une réforme agraire et les droits des familles paysannes à l'accès collectif à la terre.
Lorsque l'association est en plein essor dans ces mêmes années, elle est persécutée et cachée par la police, elle se réfugie à Sincelejo.
En 1988, toujours menacée et persécutée, l'ONG Amnesty International l'aide à quitter le pays et elle s'exile pendant 21 ans en Autriche.
Également porte-parole d'une organisation de ménagères rurales à Sucre, elle est une militante féministe, qui se conjugue avec son engagement dans la lutte paysanne, lorsqu'elle a demandé que des titres de propriété soient attribués aux femmes.

### Sénatrice colombienne
Membre historique du parti Colombia Humana, depuis sa création en 2011, elle milite pour la candidature de Gustavo Petro à l'élection présidentielle de 2022.
Lors des élections sénatoriales de 2022, Catalina Pérez figure à la 22e place sur la liste du Pacte historique, avec Colombia Humana.
Le 28 mars 2023, elle prête serment en tant que sénatrice devant le président Roy Barreras, succédant à César Pachón, dont le mandat a été annulé pour double militantisme, ce dernier soutenant les candidats de Colombia Humana, plutôt que de son parti, le MAIS. Le même jour, elle prend la parole pour la première fois lorsque le Sénat examine le projet de loi reconnaissant la paysannerie colombienne,.